# Боговине (община)
Боговине (произношението в местния български диалект е с мека съгласна н, на албански: Komuna e Bogovinës; на македонска литературна норма: Општина Боговиње) е община, разположена в северозападната част на Северна Македония, в подножието на Шар планина, с център едноименното село Боговине. Граничи с общините Тетово, Бървеница и Врабчище има 28 997 (2002) жители и площ от 141,65 km2. Освен Боговине в общината влизат още 13 села. По-голямата част от жителите на общината са албанци (27 614 души), а селата Урвич и Йеловяне са населени от горани, голямата част от които се турчеят.

## Структура на населението
Според преброяването от 2002 година община Боговине има 28 997 жители.
| Етническа принадлежност | Процент |
| македонци               | 0,13%   |
| албанци                 | 95,23%  |
| турци                   | 4,08%   |
| роми                    | 0,02%   |
| власи                   | 0,00%   |
| сърби                   | 0,00%   |
| бошняци                 | 0,03%   |
| други                   | 0,51%   |